# Sadanobu Matsudaira
Sadanobu Matsudaira (jap. 松平定信 Matsudaira Sadanobu; ur. 1758, zm. 1829) – japoński daimyō i polityk okresu Edo, inicjator programu reform znanego jako reformy Kansei.

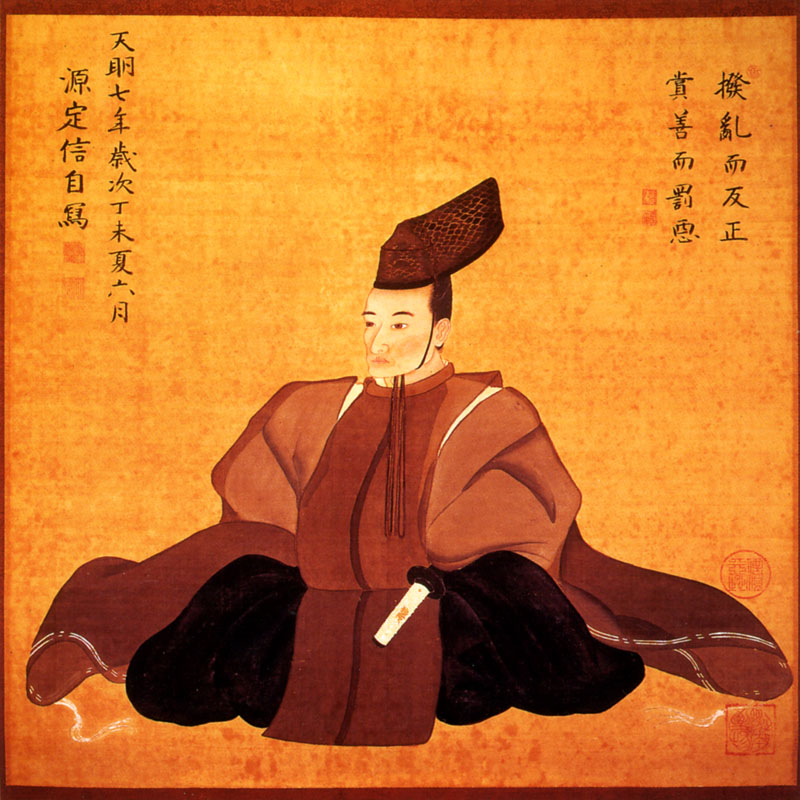
Sadanobu Matsudaira

Należał do bocznej gałęzi rodu Tokugawa, był synem Munetake Tokugawy i wnukiem ósmego sioguna z tej dynastii, Yoshimune Tokugawy. W młodości uczył się kaligrafii, doktryn konfucjańskich, malarstwa, poezji i sztuki wojennej. Karierę polityczną zaczynał u boku Okitsugu Tanumy. Z jego inicjatywy został usynowiony przez daimyō hanu Shirakawa, Sadakuniego Matsuidarę, na skutek adopcji opuszczając jednocześnie ród Tokugawa. Po śmierci swojego przybranego ojca w 1783 roku został daimyō Shirakawy.
Jako daimyō hanu Shirakawa przeprowadził szereg skutecznych reform administracyjno-gospodarczych. Dzięki mądrej polityce rolnej jego włości zostały praktycznie oszczędzone przez wielką klęskę głodu z lat 1783–1787, która przyniosła kilka milionów ofiar w całej Japonii. Jego sukcesy zostały dostrzeżone na dworze sioguna i po odsunięciu w 1787 roku Okitsugu Tanumy został mianowany wielkim kanclerzem (rōjū). Chcąc odbudować wyniszczony czteroletnim głodem kraj przeprowadził szereg głębokich reform opartych na radykalnym reżimie oszczędnościowym. Ograniczył wydatki na administrację oraz konsekwentnie rozprawiał się ze skorumpowanymi urzędnikami i kupcami. Usprawnił zarządzanie majątkami ziemskimi, a chcąc ulżyć położeniu chłopów i zubożałych samurajów obniżył podatki i umorzył zaciągnięte w okresie klęski głodu długi. Próbując uzdrowić ideologiczne podstawy panującego ustroju wprowadził ostrą cenzurę i promował neokonfucjańską ideologię Zhu Xi. Konsekwentnie trzymał się także polityki izolacjonizmu, w 1792 roku odprawiając chcącego nawiązać stosunki handlowe z Japonią rosyjskiego posła Adama Laxmana.
Zdymisjonowany w 1793 roku przez nowego sioguna Ienari Tokugawę powrócił do hanu Shirakawa, gdzie poświęcił się poezji i studiom literackim.